# 韦尔万和约
韦尔万和约（西班牙语：Paz de Vervins；法语：Paix de Vervins）是1598年2月在教宗克莱门特八世协助下，法王亨利四世和西班牙的腓力二世的代表间签订的和平条约。该条约在法兰西北部小镇韦尔万签订，该条约中腓力二世承认了胡格诺战争中胜利的亨利四世，撤回了西班牙军队并停止了对法国国内天主教势力的支持，并结束了1595年法西战争。